# Lyon Arboretum

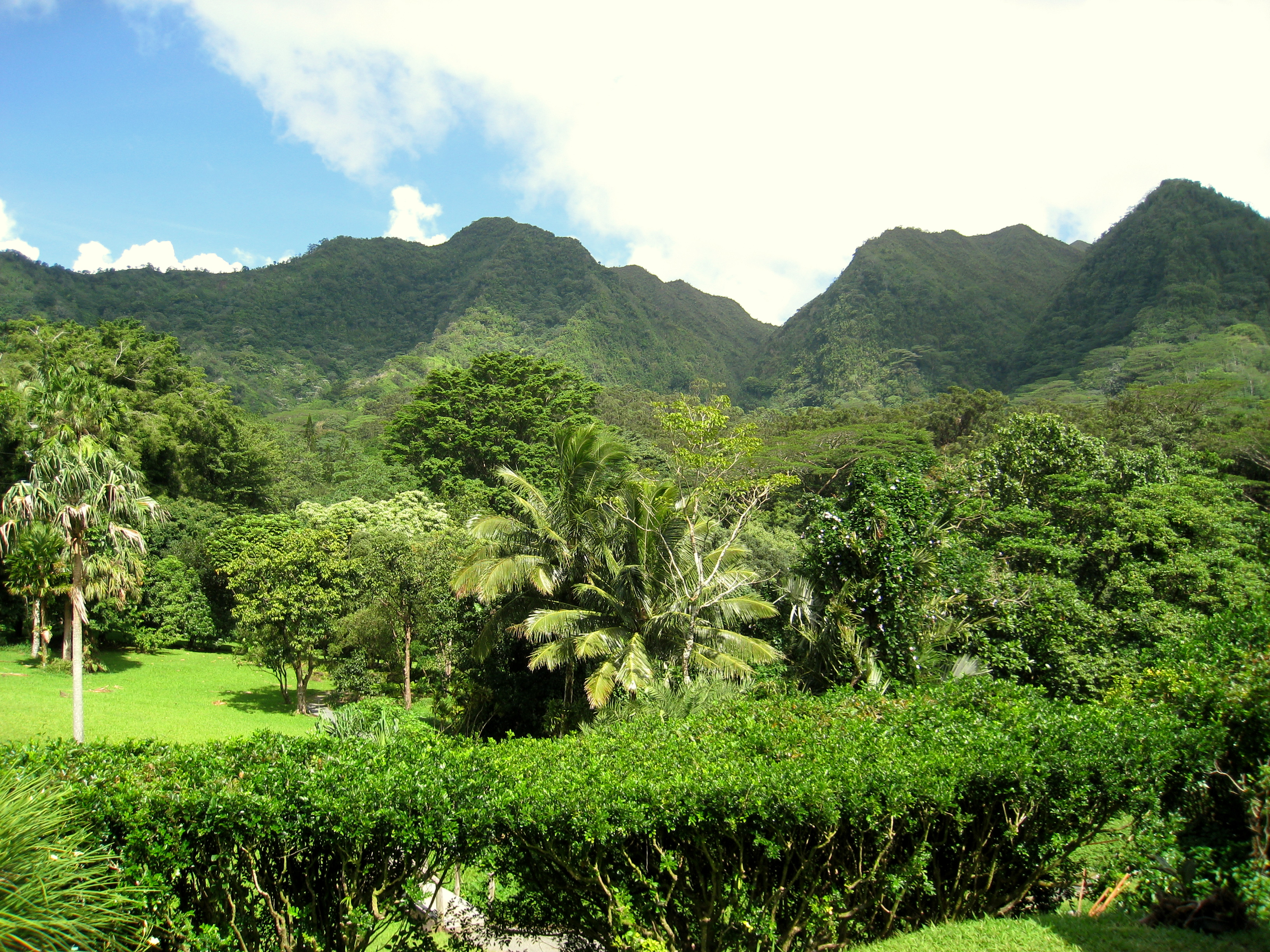
Overzicht over het arboretum

Het Lyon Arboretum is een arboretum in Honolulu (Oahu, Hawaï). De tuin beslaat circa 8 hectare. In 1918 is het arboretum opgericht door de Hawaiian Sugar Planters Association (HSPA) als het Manoa Arboretum met als beheerder Harold L. Lyon (1879-1957), een Amerikaanse botanicus. Sinds 1953 valt de tuin onder het bestuur van de University of Hawaii at Manoa, die de tuin gebruikt als onderzoeksafdeling. De huidige naam heeft de tuin sinds 1957 en eert de eerste beheerder die de tuin bijna vier decennia lang bestuurde.
Het Lyon Arboretum richt zich op tropische planten (onder meer Araceae, Costaceae, Marantaceae, Palmae, Zingiberaceae, Cordyline, Ficus en Heliconia), planten die van nature in Hawaï voorkomen, natuurbehoud en Hawaïaanse etnobotanie. Het arboretum houdt zich bezig met technieken om te komen tot het behoud van bedreigde plantensoorten. Er wordt onder meer gebruikgemaakt van micropropagatie (een vorm van weefselkweek). De tuin geeft een eigen tijdschrift uit: Lyonia.

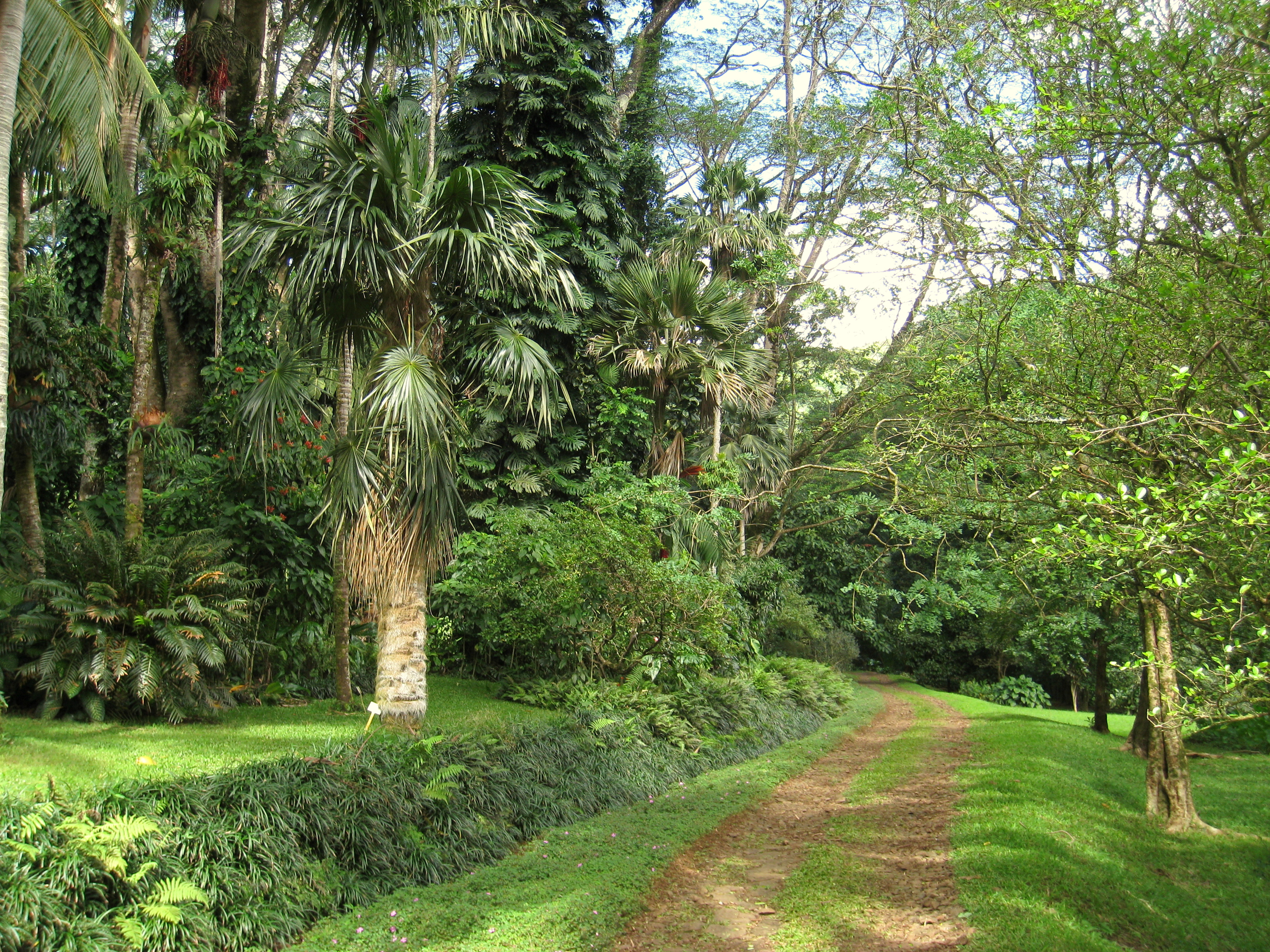
Onverharde weg

Het Lyon Arboretum is lid van de American Public Gardens Association en Center for Plant Conservation, een netwerk van botanische instituten dat zich bezighoudt met de bescherming van de inheemse flora van de Verenigde Staten. Ook is het arboretum aangesloten bij de Plant Conservation Alliance (PCA), een samenwerkingsverband dat zich richt op de bescherming van planten die van nature voorkomen in de Verenigde Staten. Tevens is het arboretum lid van Botanic Gardens Conservation International, een non-profitorganisatie die botanische tuinen samen wil brengen in een wereldwijd samenwerkend netwerk om te komen tot het behoud van de biodiversiteit van planten.

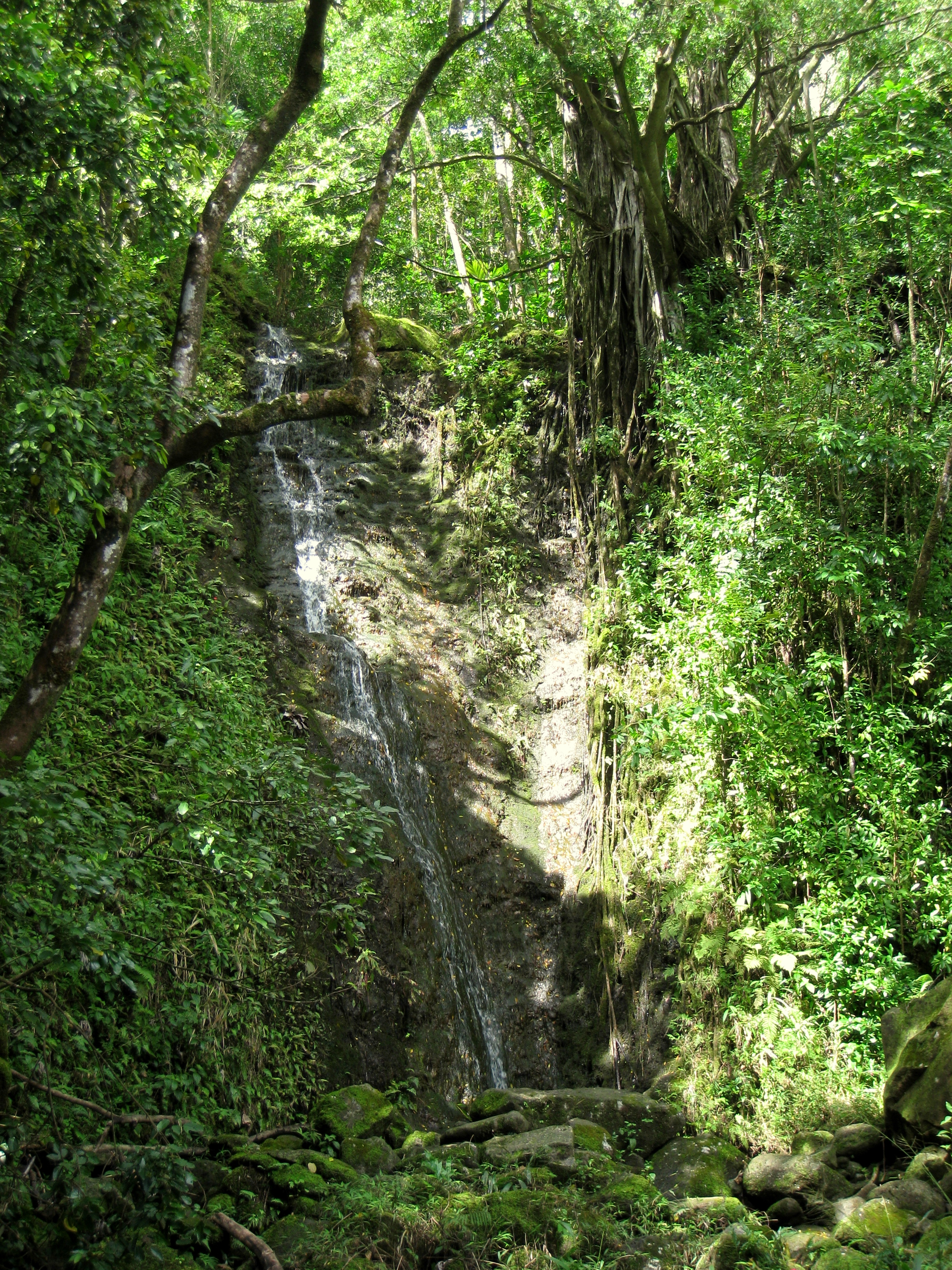
Waterval